# Bohema (album)
Bohema – debiutancki studyjny album polskiego zespołu rockowego Bohema, wydany w 2003 przez Polskie Radio. Dodatkowo wydawnictwo zawiera wideoklip do piosenki "Ginger".

## Lista utworów
1. ZanziBar
2. Lolo
3. Ginger
4. Kameleona kamuflaże
5. Jesus
6. Huczyhuczyhasz
7. Etapy
8. Lara K. (Klara)
9. Druga strona dnia
10. Siódma noc
11. Hell Woman

Bonus CD
1. Ginger (wideoklip)